# 共产主义ABC
《共产主义ABC》（俄语：Азбука коммунизма）是苏联共产党领导人布哈林与普列奥布拉任斯基于1919年俄国内战期间编写的著作。最初的写作目的是为了争取俄国无产阶级对布尔什维克的支持，后来成为了“共产主义知识的基本教科书”并在俄国内外获得巨大影响力。

## 影响
中共领导人邓小平曾在其1992年南巡讲话中，将马克思所作的《共产党宣言》和布哈林的《共产主义ABC》一同视为自己学习马克思列宁主义的入门老师，并提到“学马列要精，要管用的。长篇的东西是少数搞专业的人读的，群众怎么读？要求都读大本子，那是形式主义的，办不到。我的入门老师是《共产党宣言》和《共产主义ABC》。”

## 批評
法國左翼組織「共產主義運動」於2007年發表了一篇文章，批評《共產主義ABC》當中存在眾多錯誤的觀點、過於粗淺的解釋及過份樂觀的心態，雖然其承認《共產主義ABC》在現今仍有用處，但是「低估對手比反其道而行之更加危險」。

## 参看
1. ↑   (PDF). libcom.org. Mouvement Communiste. 2007-05-17  [2023-01-31]. （原始内容存档 (PDF)于2023-01-31）.